# Speicher Ossenbecker Straße 1
Der Speicher Ossenbecker Straße 1 im  niedersächsischen Diepholz, Ortsteil Aschen, stammt wohl vom 19. Jahrhundert.
 Aktuell (2023) wird es als Wohnhaus genutzt.
Das Gebäude steht unter Denkmalschutz (siehe auch Liste der Baudenkmale in Diepholz).

## Geschichte
Das zweigeschossige traufständige Gebäude in Fachwerk und Stockbauweise mit geputzten Ziegelausfachungen, Satteldach und vorkragendem Obergeschoss stammt vermutlich aus dem 19. Jahrhundert. Es gehörte zum Rittergut Falkenhardt und wurde zum Wohnhaus umgebaut.
Das Landesdenkmalamt befand: „… geschichtliche Bedeutung … durch beispielhafte Ausprägung eines Speicherbauwerks in Stockbauweise …“